# Streniastis
Streniastis là một chi bướm đêm thuộc họ Gelechiidae.